# Protobryum
Protobryum är ett släkte av bladmossor. Protobryum ingår i familjen Pottiaceae.
Släktet innehåller bara arten Protobryum bryoides.